# 드라이 워터
드라이 워터(dry water) 또는 건수(乾水)는 "분말 액체" 형태인 물질로, 물방울이 실리카 코팅으로 둘러싸인 공기-물 에멀젼이다. 드라이 워터는 95%가 액체 물로 구성되어 있지만 실리카 코팅은 물방울이 결합하여 다시 큰 액체로 변하는 것을 방지한다. 결과물은 흰색 분말이다.

## 발견과 준비
드라이 워터는 1968년에 처음으로 특허를 받았으며 화장품 산업에서 빠르게 사용되었다. 2006년 헐 대학교에서 드라이 워터를 이용한 새로운 연구를 통해 다른 분야에서의 잠재적인 활용에 대한 관심이 높아졌다.
드라이 워터는 이산화규소 먼지의 혼합물을 물과 혼합하여 만들 수 있다.

## 같이 보기
- 탄소격리
- 연료전지
- 유화액
- 휘발성 유기 화합물